# Margaretha van Connaught
Margaretha Victoria Charlotte Augusta Norah van Connaught (Bagshot Park, Surrey, 15 januari 1882 — Stockholms slot, 1 mei 1920) was de eerste echtgenote van de latere Zweedse koning Gustaaf VI Adolf.

## Leven
Margaretha, in Engeland beter bekend als Princess Margaret of Connaught, werd geboren op 15 januari 1882. Zij was de dochter van Arthur van Connaught en Strathearn en Louise Margaretha van Pruisen. Haar grootouders aan vaderskant waren koningin Victoria van het Verenigd Koninkrijk en prins-gemaal Albert van Saksen-Coburg en Gotha. Haar grootouders aan moederskant waren prins Frederik Karel van Pruisen en prinses Maria Anna van Anhalt-Dessau. In haar familiekring werd zij ook wel Daisy genoemd. Ze was een prinses van Groot-Brittannië en Ierland.
Margaret werd gedoopt op 11 maart 1882 door Archibald Campbell Tait, de toenmalige aartsbisschop van Canterbury. Haar meters en peters waren: koningin Victoria, keizer Wilhelm I van Duitsland en keizerin Augusta van Duitsland, de Duitse kroonprinses Victoria, haar grootouders aan moederskant en de Britse Prins van Wales. Margaret kreeg een broertje: Arthur (1883-1938). En Margaret had een zusje: Patricia (1886-1974).
In 1919 kreeg zij last van haar oren, tijdens haar zesde zwangerschap. Zij had waterpokken opgelopen, hetgeen leidde tot een etterende kaak. Volgens een andere bron zou het gegaan zijn om mastoïditis. Margaret stierf onverwacht op 1 mei 1920 in Stockholm. De officiële berichtgeving meldde infectie als gevolg van een rotsbeen-operatie. Op dat moment was zij acht maanden zwanger van haar zesde kind. Na aankondiging van haar overlijden tijdens de traditionele viering van de Dag van de Arbeid zei premier Hjalmar Branting dat de zon in het Stockholmse paleis was ondergegaan.

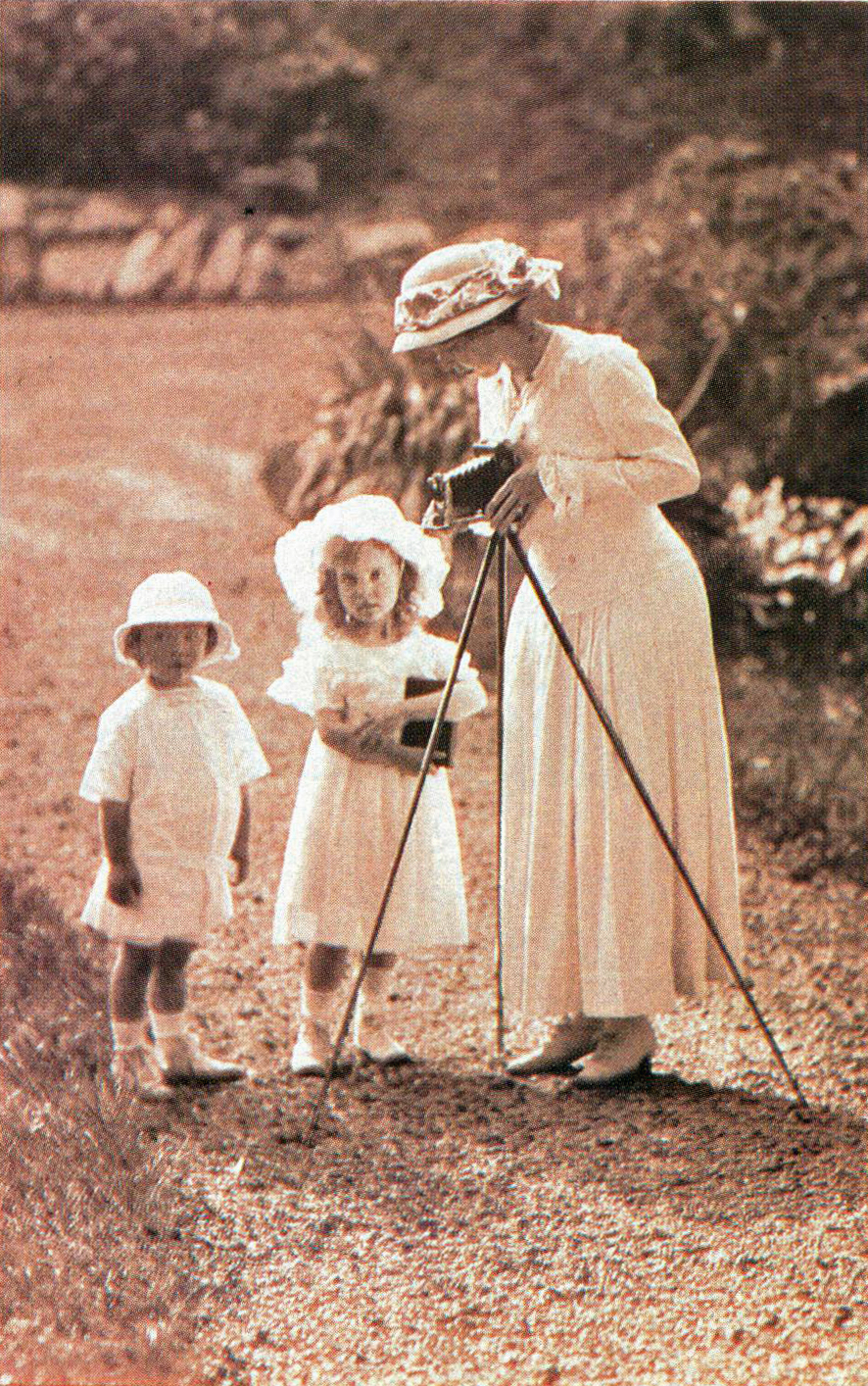

## Werkzaamheden
Margaretha was geïnteresseerd in kunst. Zij schilderde en fotografeerde. Zij was bevriend met Anna Boberg die zij in 1905 ontmoette. De twee vrouwen schilderden vaak samen in en rond Stockholm met hun ezels en schildersbenodigdheden.
Tijdens de Eerste Wereldoorlog stichtte zij een naaivereniging om het Rode Kruis te ondersteunen, waarmee zij kledingstukken verschafte voor Zweedse soldaten.
In 1915 publiceerde zij het boek Vår trädgård på Sofiero (Onze tuin in Sofiero). Twee jaar later schreef zij het boek Från blomstergården (Uit de bloementuin) geïllustreerd met tekeningen en foto's van haar hand. De opbrengst van de boeken kwam ten goede aan scholen met kinderverzorgers.
In 1917 begon ze met een programma om meisjes te leren het land te bewerken. Ook hielp zij gevangenen in Europa, met name die met de Britse nationaliteit. Zij ging daarbij in tegen haar schoonmoeder, die pro-Duits was.

## Huwelijk en kinderen
Op 15 juni 1905 trouwde ze met de Zweedse prins Gustaaf Adolf. In 1907, toen haar schoonvader Gustaaf V de troon besteeg, werden zij kroonprins en -prinses van Zweden.
Het paar kreeg vijf kinderen:
- Gustaaf Adolf Oscar Frederik Arthur Edmund (22 april 1906 – 26 januari 1947), trouwde met Sybilla van Saksen-Coburg en Gotha (18 januari 1908 – 28 november 1972), de ouders van de huidige koning Karel XVI Gustaaf.
- Sigvard Oscar Frederik (7 juni 1907 – 4 februari 2002), huwde driemaal, trouwde met Erica Patzek (1911–2007), Sonja Robbert (1909–2004), Marianne Lindberg (1924-2025).
- Ingrid Victoria Sophia Louise Margareta (28 maart 1910 – 7 november 2000), trouwde met koning Frederik IX van Denemarken (11 maart 1899 – 14 januari 1972), werd daardoor koningin van Denemarken.
- Bertil Gustaaf Oscar Karel Eugenius (28 februari 1912 – 5 januari 1997), trouwde met Lilian Davies (30 augustus 1915 – 10 maart 2013).
- Karel Johan Arthur (31 oktober 1916 – 5 mei 2012), trouwde met Elin Kerstin Margaretha Wijkmark (4 maart 1910 – 11 september 1987) en later met Gunnila Bernadotte, gravin Wachtmeister af Johannishus (1923–2016).